# Locatieleider (onderwijs)
Een locatieleider of locatiemanager is in het Nederlandse onderwijs de leider van een school die met nog andere onderwijsvestigingen onder één bestuur of één centrale directie valt.

## Fusie
Rond 1970 werd door de overheid gestimuleerd dat kleine scholen tot fusie zouden overgaan. Met deze schaalvergroting werd tweeërlei voordeel beoogd:
- De kostenstructuur zou gunstiger worden door schaalbezuinigingen.
- Een grotere organisatie zou meer onderwijsdifferentiatie en gespecialiseerder leerkrachten kunnen bieden.

Het samengaan van kleinere scholen kon leiden tot een bestuurlijke fusie: dan kwamen verschillende scholen onder één bestuur. Ging het fusieproces een stap verder, dan vond ook een gehele of gedeeltelijke organisatorische fusie plaats: de organisaties van de verschillende vestigingen werden op elkaar afgestemd en met elkaar verweven. Dit betekende lang niet altijd dat ook gebouwen werden afgestoten; reden voor behoud kon zijn dat het onderwijs aldus voor de leerlingen fysiek bereikbaar bleef, of dat de ruimte nodig was.
Die ruimte heeft een leider nodig, en dat is de locatiemanager. De functie kan op uiteenlopende wijze worden ingevuld. De locatiemanager kan zelf ook onderwijzer of leraar zijn, maar kan anderzijds een voltijdse managementtaak hebben. Hij of zij maakt in sommige organisaties deel uit van de centrale directie, in andere structuren ressorteert hij onder die directie.

## Dependance
Een onderwijsinstelling kan ook door natuurlijke groei verschillende locaties omvatten. Het leerlingenaantal neemt toe, er wordt een dependance ingericht voor een deel van hen, of voor bepaalde onderwijsactiviteiten, en ook zo'n dependance wordt geleid door een locatieleider.